# Kalju Koha
Pour les articles homonymes, voir Koha.
 (décembre 2018).
Kalju Koha, né le 16 août 1956 à Tartu, est un homme politique et fonctionnaire estonien ayant notablement voté pour la restauration de l'indépendance estonienne.

## Biographie
Il est diplômé, en 1974, de la 7e École Secondaire de Tartu puis, en 1979, en génie électrique de l'Université des sciences de la vie d'Estonie.
De 1979 à 1986, Koha travailla comme ingénieur électrique à la ferme collective Avant-garde puis comme  ingénieur principal, de 1986 à 1990.
De 1990 à 1992, Kalju Koha fut membre du Soviet suprême d'Estonie au sein de la Commission des affaires économiques. Koha vota la restauration de l'indépendance estonienne. Il a été membre du Front populaire d'Estonie et également de l'Assemblée constituante.
Bien que membre du Parti communiste d'Estonie, de 1984 à 1990, Koha fut l'un des membres fondateurs de du Parti du Centre estonien en 1990.
De 1992 à 1993, Koha fut le gouverneur du Comté de Tartu puis, de 1994 à 2000, Auditeur général à l'Office National d'Audit de l'Estonie, et la tête du Département estonien du sud. Depuis 2000, il est chef du réseau de distribution d'Eesti Energia AS pour Tartu.

## Récompenses et distinctions
- 2002 : 5ème Classe de l'Ordre  estonien du blason national (reçu le 23 février 2002)[1]
- 2006 : 3ème Classe de l'Ordre estonien du blason national (reçu le 23 février 2006)[2]